# Tari-öböl
A Tari-öböl (horvátul: Tarska vala, Tarska uvala) egy sekély tengeröböl Horvátországban, az Adriai-tenger északi részén, az Isztriai-félsziget nyugati partján, Novigrad mellett.

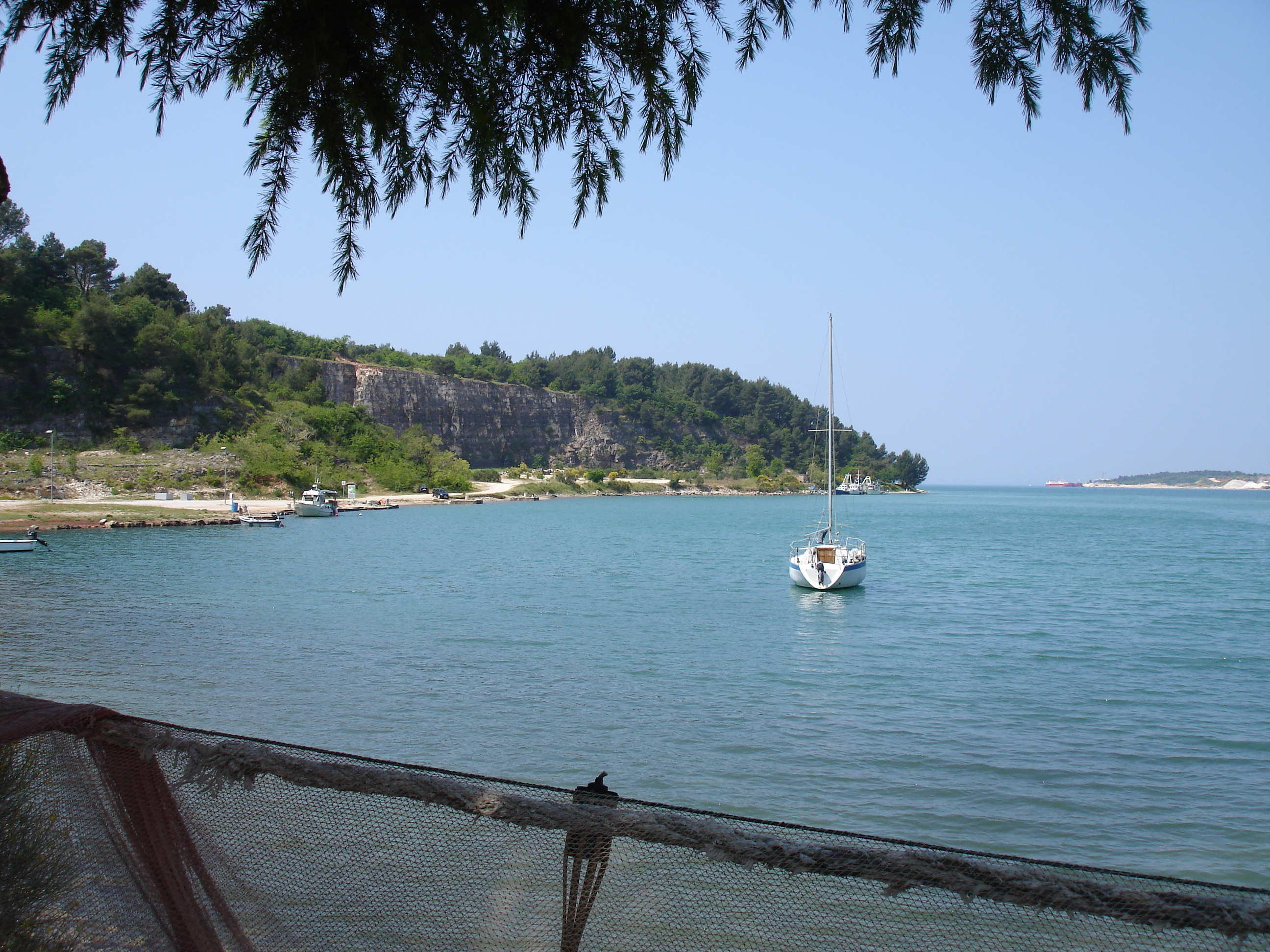
A Tari-öböl látképe

A Tari-öböl az isztriai Tar településtől északra a Mirna torkolatának közelében fekszik. A Mirna torkolata ma teljesen más, mint korábban, a Mirna medrét az alsó folyásánál ugyanis teljesen megváltoztatták. Régen a folyó kanyargósabb volt, ma viszont szabályozott, míg a régi medret több helyen utak szakítják meg és erdő takarja. A mai torkolat már Antenal közelében található ott, ahol egykor a Szent András templom állt. A torkolat közelében épült meg az öblön átvezető híd is, melyen a 75-ös számú út halad át. Az út megépítéséig, a múlt század közepéig az emberek komppal keltek a Mirnán át, előtte pedig hajóval folyt az átkelés. A kora középkori forrásokból úgy tűnik, hogy a torkolat közepén volt egy kis szigetecske, mert olyan feljegyzések találhatók, amelyek egy fahidat említenek, amely a torkolat mindkét oldalát összekötötte a szigettel.
A Tari-öböl ma a Mirna torkolatától keletre, a Tar felé eső oldalon található. Meredek oldalain régen kőbányák voltak, és a régmúltban az öböl felett volt egy vár is állt. Az öblöt a halban való rendkívüli gazdagsága miatt gyakran említették meg a régi dokumentumok, amelyek meghatározzák, hogy ki birtokolja, kinek van joga ott halászni. Először 983-ban említik, amikor III. Ottó a poreči egyházmegyének megadta a halászatból származó jövedelem adóztatásának jogát.
A Tari-öböl a halászat különleges módjáról is ismert: 2 km hosszú és 12 m magas hálókkal zárták be az öblöt, így ejtették csapdába a halakat, majd a halászok néha egyedül, néha ökrökkel a part felé húzták a hálót. Mára az öböl jelentős környezetvédelmi problémává vált. A probléma nagysága különösen apály idején látható, amikor a Mirna által hozott iszap a sekélyből kiemelkedik. Az öblöt utoljára 1928-ban tisztították meg alaposan, az iszapréteg pedig eléri a 20 métert.